# 江部麻由子
江部 麻由子（えべ まゆこ、6月15日 - ）は東京都出身の元劇団四季所属の舞台女優。

## 人物
3歳からクラシックバレエを始め、2006年より東京シティ・バレエ団に所属していた。
2008年に劇団四季研究所へ入所し、「美女と野獣」で四季の初舞台を踏む。
「キャッツ」にはシラバブ役として3月24日から出演している。
「キャッツ」8000回公演にも出演した。

## 舞台
- キャッツ（シラバブ）
- アンデルセン（アンサンブル：アンナ）
- ミュージカル李香蘭（アンサンブル）
- 夢から醒めた夢（アンサンブル）
- はだかの王様（アンサンブル）
- 美女と野獣（アンサンブル）